# Shirley Michaela Seul
Shirley Michaela Seul (* 1962) ist eine deutsche Schriftstellerin, Autorin und Ghostwriterin.

## Leben
Michaela Seuls erste Texte erschienen ab 1979 in Zeitungen und Literaturzeitschriften. Um sich das Schreiben zu ermöglichen, war sie unter anderem als Texterin in einer Werbeagentur tätig.
Zwischen 1980 und 1995 veröffentlicht sie an die zweihundert Kurzgeschichten und drei Erzählbände. 1998 erschien der Roman Mitgift, die Geschichte von drei Frauengenerationen, 1999 folgte Leben ohne Leander, ein Roman über die Tabuthemen Tod und Trauer. Der Erzählband Gelbe Zettel erschien 2000 sowie der Erzählband RelaXX 2003.
Unter ihrem Vornamen Shirley verfasste sie die drei Kriminalromane Kopflos (1998), Schwamm drüber (2001) und Die Diva (2003). Zudem verfasst sie seit 2000 Ratgeber zu verschiedenen Themen.
Seit 1998 arbeitet sie als Ghostwriterin und Co-Autorin und veröffentlicht mehr als einhundert Bücher in großen Publikumsverlagen. Ihre Themen sind Medizin, True Crime, Gesundheit, Gesellschaft, alternative Heilmethoden, Pathologie, Spiritualität, Reisen und andere.
2007 verfasste sie die Biographie Ein aufrechtes Leben über Heinrich von Trott zu Solz, den Bruder des Widerstandskämpfers Adam von Trott zu Solz, der zum engen Kreis des Attentat vom 20. Juli 1944 gehörte.
2011 startete Michaela Seul die Kriminalromanreihe „Franza und Flipper“ mit Alle Vögel fliegen hoch. Es folgten 2013 Sonst kommt dich der Jäger holen und Verbiss und 2017 Musikantenknochen.
Dem Thema Hunde sind auch ihre Veröffentlichungen Luna Seelengefährtin (2013) und Das Glück hat vier Pfoten (2020), Älterwerden ist kein Grund zum Jaulen (2024) und Der wedelnde Buddha (2024) gewidmet. Seit 2013 führt sie einen Hundeblog. Darüber hinaus veröffentlichte sie mehrere Bücher als Co-Autorin u. a. mit Achim Gruber, Wilma Staffa und der Hundepsychologin und -trainerin Stephanie Lang von Langen.
Ihr gemeinsam mit Pamela Pabst verfasstes Buch Ich sehe das, was ihr nicht seht diente als Grundlage für die in mehreren Staffeln ausgestrahlte ARD-Anwaltsserie Die Heiland – Wir sind Anwalt.
Unter den Pseudonymen Rosa Rauch, Michaela Saal, Ela Michl, Loretta Würfel und Laura Rose verfasste Shirley Michaela Seul einige belletristische Romane.
Michaela Seul hat 1992 den Wiener Werkstattpreis erhalten.
Shirley Michaela Seul lebt im Fünfseenland bei München.

## Werke

### Eigenständige Veröffentlichungen
- Mitgift. Unrast, Münster 1998, ISBN 978-3-928300-75-9.
- Leben ohne Leander. Unrast, Münster  1999, ISBN 978-3-89771-640-7.
- Kopflos. Frauenoffensive, München 1999, ISBN 978-3-89771-640-7.
- Gelbe Zettel. Autorenverlag Matern 2000, ISBN 978-3-929899-20-7.
- FrauenNichtraucherBuch. Ariston, München 2001, ISBN 978-3-7205-2201-4.
- Schwamm drüber. Frauenoffensive, München 2001, ISBN 978-3-88104-336-6.
- Die zehn Geheimnisse der Freundschaft. Knaur, München 2002, ISBN 978-3-426-66657-9.
- Die zehn Geheimnisse der inneren Gelassenheit. Knaur, München 2003, ISBN 978-3-426-66670-8.
- RelaXX. Unrast, Münster 2003, ISBN 978-3-89771-648-3.
- Die Diva. Frauenoffensive, München 2003, ISBN 978-3-88104-363-2.
- Goodbye Baby. Frauenoffensive, München 2003, ISBN 978-3-88104-355-7.
- Lass tröstend dich umarmen. Knaur, München 2005, ISBN 978-3-426-66565-7.
- Frau sein, schön sein. Knaur, München 2005, ISBN 978-3-426-66696-8.
- Unbeschreiblich weiblich. Nymphenburger, München 2005, ISBN 978-3-485-01042-9.
- Goodbye Liebchen. Nymphenburger, München 2006, ISBN 978-3-485-01078-8.
- Ein Abschied in Würde. Knaur, München 2007, ISBN 978-3-426-66599-2.
- Ein aufrechtes Leben. Herbig, München 2007, ISBN 978-3-7766-2507-3.
- Hospizarbeit und Palliativbetreuung. Knaur, München 2009, ISBN 978-3-426-87358-8.
- Zeitmanagement für Faule. Gräfe und Unzer, München 2011, ISBN 978-3-8338-2158-5.
- Charisma. Gräfe und Unzer, München 2011, ISBN 978-3-8338-2311-4.
- Luna, Seelengefährtin. Random House Integral, München 2013, ISBN 978-3-7787-9246-9.
- Das Leben ist keine To-do-Liste. Endlich Zeit für das, was wirklich wichtig ist – mit der To-be-Liste. Kailash, München 2015, ISBN 978-3-424-63110-4.
- Lieber spät als nie: Wenn Mütter flügge werden. Lübbe, Köln 2018, ISBN 978-3-404-61027-3.
- Das Glück hat vier Pfoten. Lebensweisheiten unserer Hunde. Knaur, München 2020, ISBN 978-3-426-21481-7.
- Älterwerden ist kein Grund zum Jaulen: Hundeweisheit für mehr Gelassenheit. Patmos, Stuttgart 2024, ISBN 978-3-843-61499-3.
- Der wedelnde Buddha: Wer seinem Hund folgt, kommt glücklicher durchs Leben. Goldegg, Wien 2024, ISBN 978-3-990-60347-5.

Franza und Flipper Reihe:
- Alle Vögel fliegen hoch. Franza und Flipper ermitteln. Heyne, München 2011, ISBN 978-3-453-43608-4.
- Sonst kommt dich der Jäger holen. Heyne, München 2013, ISBN 978-3-453-43609-1.
- Verbiss. Heyne, München 2013, ISBN 978-3-453-43739-5.
- Musikantenknochen. Franza und Flipper ermitteln. Blank, Vierkirchen 2017, ISBN 978-3-946012-73-3.

### Co-Autorschaft/Mitwirkung
- mit Susa Bobke: Motorradhandbuch für Frauen. Moby Dick, Kiel 1999, ISBN 3-89595-144-7. 3. Auflage: Klasing, Bielefeld 2005, ISBN 3-7688-5219-9.
- mit Lilo Edelmann: Hebammen-Wissen für Mutter und Kind. Knaur, München 2000, ISBN 978-3-426-66711-8.
- mit Michael Spitzbart: Leben Sie Ihr Glück. Goldmann, München 2005, ISBN 978-3-442-16744-9.
- mit Gabriele von Ende-Pichler: Wenn plötzlich alles ganz anders ist. ,Knaur, München 2007, ISBN 978-3-426-87369-4.
- mit Heiko Alexander: Die Alexander-Strategie. Knaur, München 2007, ISBN 978-3-426-87352-6.
- mit Kurt Peipe: Dem Leben auf den Fersen. Droemer Knaur, München 2008, ISBN 978-3-426-27474-3.
- mit Iris Mäusl: Den Hunger austricksen. Nymphenburger, München 2008, ISBN 978-3-485-01174-7.
- mit Marcus Bauermann: Lust auf Wurst. Goldmann, München 2009, ISBN 978-3-442-39162-2.
- mit Lara Juliette Sanders: Einfach davongeflogen. Malik, München 2009, ISBN 978-3-492-40408-2.
- mit Iris Mäusl: Luxus für die Haut. Goldmann, München 2009, ISBN 978-3-442-17074-6.
- mit Manuela Kuffner: Mogli – der Kampf um mein wunderbares Kind. Droemer Knaur, München 2010, ISBN 978-3-426-65483-5.
- mit Susa Bobke: Männer sind anders. Autos auch. Meine Erlebnisse als Gelber Engel. Knaur, München 2010, ISBN 978-3-426-40308-2.
- mit Claude-Oliver Rudolph: Mein Powerprogramm für echte Männer. Nymphenburger, München 2010, ISBN 978-3-485-01306-2.
- mit Abi Ofarim: Licht und Schatten. Langen Müller, ORT 2010, ISBN 978-3-7844-3218-2.
- mit Ines Kiefer: Das Glück geht nicht zu Fuß. Wie mein Leben ins Rollen kam. Knaur, München 2011, ISBN 978-3-426-78441-9.
- mit Hartmut Engler: Pur. VGS, ORT 2011, ISBN 978-3-8025-3723-3.
- mit Leo Martin: Ich krieg dich. Ariston, München 2011, ISBN 978-3-424-20050-8.
- mit Alfred Riepertinger: Mein Leben mit den Toten. Heyne, München 2012, ISBN 978-3-453-20015-9.
- mit Susa Bobke: Auch ein Mann bleibt manchmal liegen. Profitipps vom gelben Engel. Knaur, München 2012, ISBN 978-3-426-78527-0.
- mit Antje Schendel:  Die Tatortreinigerin.  Knaur, München 2012, ISBN 978-3-426-78502-7.
- mit Sarah Fischer: Heimatroulette.,  Knaur, München 2012, ISBN 978-3-426-78500-3.
- mit Elmar Heer: Partner auf Leben und Tod. Knaur, München 2012, ISBN 978-3-426-78511-9.
- mit Leo Martin: Ich durchschau dich. Ariston, München 2012, ISBN 978-3-424-20072-0.
- mit Marika Kilius: Pirouetten des Lebens. Random House Integral, München 2013, ISBN 978-3-7787-9243-8.
- mit Dieter Binding: Der Verhörspezialist. Knaur, München 2013, ISBN 978-3-426-78584-3.
- mit Corinna Kammerer: Drücken Sie alle Tasten gleichzeitig. Knaur, München 2013, ISBN 978-3-426-78563-8.
- mit Andreas Müller-Cyran und Peter Zehentner: Wenn der Tod plötzlich kommt. Heyne, München 2013, ISBN 978-3-453-20059-3.
- mit Manuela Wedel: Wo brennt's denn. Heyne, München 2013, ISBN 978-3-453-60267-0.
- mit Alex Schwandner: Stärke zeigen. Lübbe, Köln 2013, ISBN 978-3-7857-6096-3.
- mit Tina Rothkamm: Flucht in die Hoffnung. Piper, München 2013, ISBN 978-3-492-30276-0.
- mit Stephanie Lang von Langen: Ich weiß, was du mir sagen willst. Lübbe, Köln 2014 ISBN	978-3-7857-2508-5.
- mit Pamela Pabst: Ich sehe das, was ihr nicht seht. Hanser, München 2014, ISBN 978-3-446-24505-1.
- mit Prof Max Steller: Nichts als die Wahrheit?: Warum jeder unschuldig verurteilt werden kann. Heyne, München 2015, ISBN 978-3-641-11410-7.
- mit Tamer Bakiner: Der Wahrheitsjäger: Andere richtig einschätzen – Lügen durchschauen – Erkenntnisse nutzen – Ein Top-Ermittler verrät seine besten Methoden. Ariston, München 2015, ISBN 978-3-424-20118-5.
- mit Tanja Buburas: Ein Hund ist ein Herz auf vier Beinen. Nymphenburger, München 2015, ISBN 978-3-485-02829-5.
- mit Sarah Fischer: Die Mutterglück-Lüge: Regretting Motherhood – Warum ich lieber Vater geworden wäre. Ludwig-Verlag, München 2016, ISBN 978-3-453-28079-3.
- mit Prof. Norbert Nedopil: Jeder Mensch hat seinen Abgrund. Goldmann, München 2016, ISBN 978-3-442-31442-3.
- mit Peter Asch: Essen, was gesund macht: Wie unsere Ernährung durch das Wissen der Traditionellen Chinesischen Medizin bekömmlicher wird. Knaur MensSana, München 2016, ISBN 978-3-426-65797-3.
- mit Percy Shakti Johannsen: Yoga unlimited. Kailash, München 2016, ISBN 978-3-424-63119-7.
- mit Birgit Schrowange: Es darf gern ein bisschen mehr sein : aus meinem Leben. Herder, Freiburg 2016, ISBN 978-3-451-06821-8.
- mit Stephanie Lang von Langen: Entspannt mit Hund. Piper, München 2017, ISBN 978-3-492-30949-3.
- mit Brigid Wefelnberg: The Track. Malik, München 2017, ISBN 978-3-89029-485-8.
- mit Dianae Johannsen: Karma Cooking. Trinity, München 2017, ISBN 978-3-95550-225-6.
- mit Susa Bobke: Wildwechsel. Wie ein Rehkitz eine Jägerin mitten ins Herz traf. Goldmann, München 2018, ISBN 978-3-442-31480-5.
- mit Reinhard Stummreiter: Meine fetten Jahre sind vorbei: Wie ich meine Kindheit verdaute, um der dicke Trommler zu bleiben. Kösel, München 2018, ISBN 978-3-641-22723-4.
- mit Greta Silver: Wie Brausepulver auf der Zunge: Glücklich sein ist keine Frage des Alters. Scorpio, München 2018, ISBN 978-3-95803-213-2.
- mit Pamela Pabst: Ich sehe das, was ihr nicht seht. Herder, Freiburg 2018, ISBN 978-3-451-06839-3.
- mit Alfred Riepertinger: Mumien. Heyne, München 2018, ISBN 978-3-453-20486-7.
- mit Anna-Maria Jansen: Burning Balance. emf, Igling 2019, ISBN 978-3-96093-341-0.
- mit Martl Jung: O Sohle Mio. Piper Malik, München 2019, ISBN 978-3-89029-509-1.
- mit Stephanie Lang von Langen: Therapie auf vier Pfoten: Wie Hunde uns gesund und glücklich machen. Piper, München 2019, ISBN 978-3-492-24264-6.
- mit Reinhard Fried: Der Takt des Lebens: Warum das Herz unser wichtigstes Sinnesorgan ist. Goldmann, München 2019, ISBN 978-3-442-15978-9.
- mit Vera Pein: 60 mal Mama. Droemer Knaur, München 2019, ISBN 978-3-426-21468-8.
- mit Diana & Percy Shakti Johannsen: Aussteigen. Einsteigen. Los!. Dromer Knaur, München 2020, ISBN 978-3-426-79079-3.
- mit Wilma Staffa: Seelengefährten auf vier Pfoten. Eine Tierärztin zeigt, was unsere Haustiere über uns verraten. Scorpio, München 2020, ISBN 978-3-95803-323-8.
- mit Monika Baumgartner: Alles eine Frage der Einstellung. Knaur, München 2020, ISBN 978-3-426-21469-5.
- mit Bettina M. Pause: Alles Geruchssache. Wie unsere Nase steuert, was wir wollen und wen wir lieben. Piper, München 2020, ISBN 978-3-492-05992-3.
- mit Oliver Schneider: Der Wille entscheidet. Krisen bewältigen, Verhandlungen gewinnen – Ein Ex-Kommando-Offizier berichtet. Ariston, München 2021, ISBN 978-3-424-20231-1.
- mit Stephan Schwarz: Es ist noch kein Meister in den Himmel gefallen: Gebrauchsanleitung für das letzte Lebensdrittel Scorpio, München 2021, ISBN 978-3-95803-380-1.
- mit Cornelia Schwarz: Sei deines Glückes Buddha: Wie du dich von deinen inneren Saboteuren befreist und zu dir selbst findest Integral, München 2021, ISBN 978-3-7787-8304-7.
- mit Constanze Lindner: Miss Verständnis: Wie Frau den Durchblick behält, auch wenn es im Leben mal moppelt Knaur, München 2022, ISBN 978-3-426-79136-3.
- mit Cornelia und Stephan Schwarz: Buddha Coaching: Spirituell und erfolgreich in Leben und Beruf, O.W. Barth, München 2022, ISBN 978-3-426-29322-5.
- mit Ehsan Natour: Wenn das Leben stillsteht – Der Arzt, der das Herz seiner Patienten berührt, Scorpio, München 2022, ISBN 978-3-95803-417-4.
- mit Wolfgang Stremmel – Darmalarm: Wenn die Verdauung das Leben bestimmt, Scorpio, München 2022, ISBN 978-3-95803-382-5.
- mit Bettina M. Pause – Verbundenheit: Das starke Gefühl, das uns glücklich und gesund macht, Scorpio, München 2022, ISBN 978-3-95803-485-3.
- mit Stefan Labas – Ready for Reset, Wie du Überlastung vermeidest und dich auf das Wesentliche konzentrierst. Das 3-Schritte-Programm, Knaur Balance, München 2023, ISBN 978-3-426-67633-2
- mit Karin Simon – Von Bleiben war nie die Rede, Eine Sterbeamme erzählt vom großen Abschied und wie er ohne Angst gut gelingt, Droemer Knaur, München 2023, ISBN 978-3-426-65921-2
- mit Casy M. Dinsing – Warum bist du nicht, wie ich dich gern hätte, Kösel, München 2023, ISBN 978-3-466-34806-0
- mit Achim Gruber – Geschundene Gefährten: Über Irrwege in der Rassezucht und unsere Verantwortung für Hund und Katze, Droemer, München 2023, ISBN 978-3-426-27908-3
- mit Reinhard Friedl – Blut: der Fluss des Lebens, Wie Körper und Geist, Wirtschaft und Kultur mit unserem roten Organ verwoben sind, Goldmann, München 2023, ISBN 978-3-442-31698-4
- mit Caroline Lehmann – Hilfe bei Fehlgeburt: Wie du mit dem Verlust deines Kindes umgehen und wieder Hoffnung finden kannst, Tredition, Hamburg 2024, ISBN 978-3-384-21012-8
- mit Roland Arnold – Genial gezündet – Der Gamechanger der Fahrzeugindustrie mit meiner Drive-by-Wire-Erfindung, Härter, Reutlingen 2024, ISBN 978-3-942-90699-9